# 2012-fenomeen

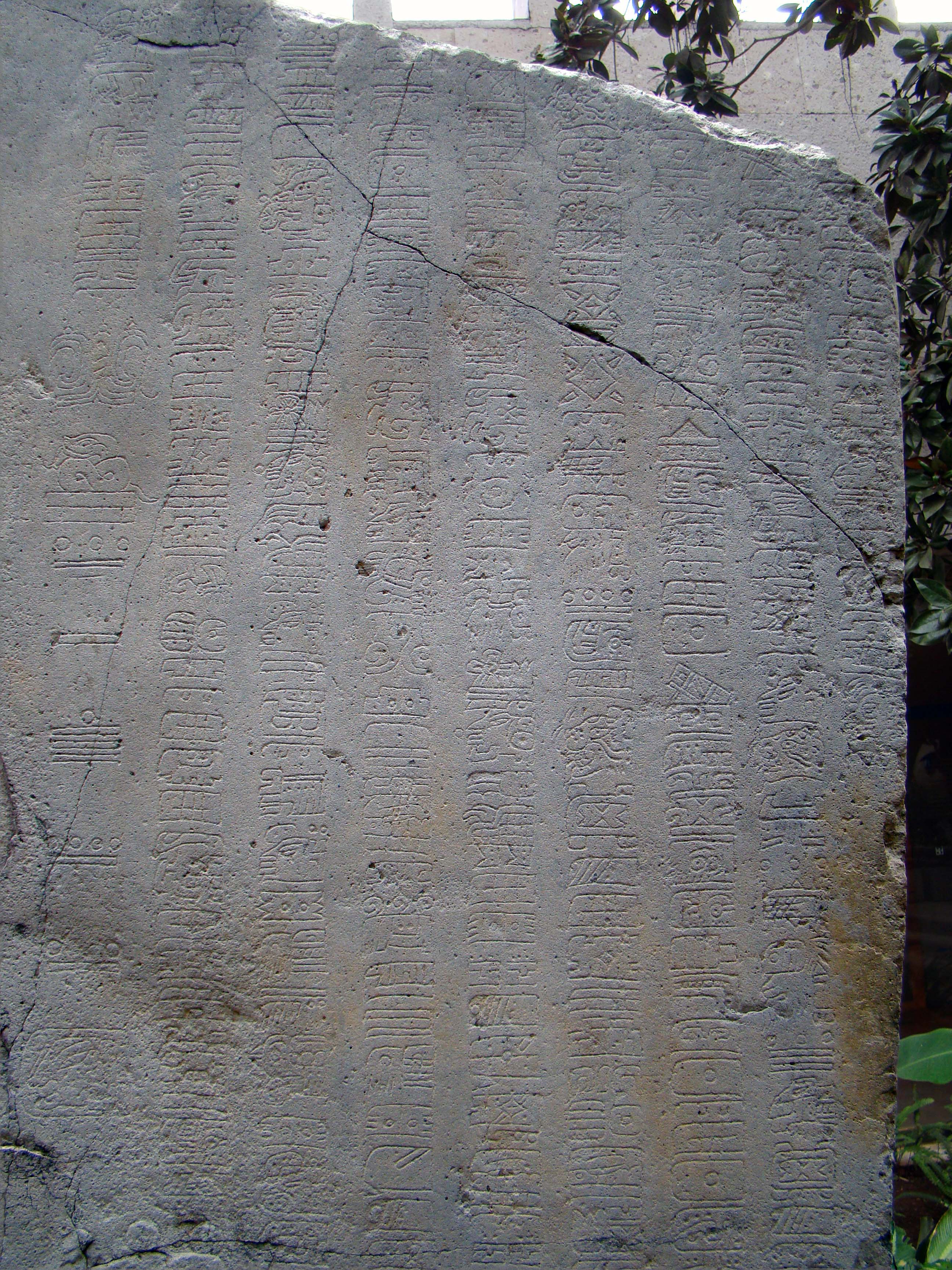
Inscripties van de lange telling

Het 2012-fenomeen verwijst naar het verschijnsel dat in veel populaire esoterische en pseudowetenschappelijke theorieën het jaar 2012 een grote rol speelde. Veel van zulke theorieën gingen ervan uit dat er in 2012 een grote verandering zou plaatsvinden in het bewustzijn van de mensheid of juist in de natuurlijke toestand van het universum. Sommigen meenden dat in 2012 het einde van de wereld zou komen.
Het fenomeen vond zijn oorsprong in de lange telling van de Maya's, die volgens sommige interpretaties grote waarde toekent aan 21 of 23 december 2012. Door wetenschappers werden de 2012-theorieën over het algemeen verworpen. Volgens de meeste Mayadeskundigen was op zijn minst sprake van een verkeerde interpretatie van de Mayareligie. Zij stelden dat '2012' voor de Maya's niet zo'n belangrijk moment was, misschien te vergelijken met het jaar 2000 in de westerse cultuur.

## Oorsprong
21 december zou de laatste dag zijn van de laatste b'ak'tun van de lange telling. De b'ak'tun is de vijfde eenheid van de Mayakalender, na de dag, de winal (20 dagen), de tun (18 winals, 360 dagen) en de k'atun (20 tuns, 7200 dagen). En b'ak'tun telt 20 k'atun, dus 144.000 dagen (394 jaar). De telling van b'ak'tun ging tot dertien, dus de periode van het begin van de eerste tot het einde van de laatste b'ak'tun telt ongeveer 5.125 jaar. Uit inscripties is bekend dat de Maya's de schepping van de wereld stelden op 13.0.0.0.0. (13 b'ak'tun, 0 k'atun, 0 tun, 0 winal, 0 dagen), 11 augustus 3114 voor Christus volgens onze jaartelling. De 13e b'ak'tun liep af op 21 december 2012; 20 december 2012 was 12.19.19.17.19 en op 21 december stond de kalender weer op 13.0.0.0.0.
De enige bekende Mayatekst waarin daadwerkelijk de datum 21 december 2012 echter expliciet wordt vermeld, staat geschreven op Monument 6 van de archeologische site Tortuguero in Zuid-Mexico en is onderdeel van een langere tekst die verhaalt over het leven van een heerser van deze plaats, Bahlam Ajaw, die heerste in de 7e eeuw. Wegens beschadigingen aan de steen kan de tekst niet volledig gelezen worden, maar de inscriptie lijkt te vermelden dat op 21 december 2012 de god Bolon Yokte' K'uh zou neerdalen. Over Bolon Yokte' K'uh is verder niet zoveel bekend. In tegenstelling tot wat door verschillende New Age 2012-schrijvers wordt beweerd, bevat deze tekst geen referenties naar spirituele veranderingen, apocalyptische gebeurtenissen of anderszins ingrijpende gebeurtenissen.
De theorie dat de Maya's geloofden dat het einde van de dertiende baktun een apocalyps zou inluiden, is voor het eerst geponeerd door de antropoloog Michael D. Coe in 1966. Bij de huidige stand van zaken van de wetenschappelijke bestudering van de Maya's, gebaseerd op werk van onder anderen Linda Schele en David Freidel, wordt deze theorie echter verworpen. Zo is duidelijk dat het mogelijk was nog een element hoger dan de b'ak'tun aan de Mayakalender toe te voegen. Er zijn dan ook verschillende Maya-inscripties bekend die verwijzen naar gebeurtenissen na het einde van de dertiende b'ak'tun. Een inscriptie in Palenque bijvoorbeeld, stelt dat na een tijdsspanne van 10.11.10.5.8, dat is 1 oktober 4772, de verjaardag van de kroning van K'inich Janaab' Pakal (beter bekend als Pacal de Grote) gevierd zal worden. Een inscriptie in Cobá noemt zelfs de datum 13.13.13.13.13.13.13.13.13.13.13.13.13.13.13.13.13.13.13.13.0.0.0.0. Dit is 4,134105 × 1028 jaar, een tijdsspanne die vele malen langer is dan de ouderdom van het universum.
Aanhangers van eschatologische theorieën gingen ervan uit dat op 21 of 23 december 2012 een apocalyptisch einde zou komen aan de nu bekende wereld. Op internet wemelde het van de websites met onheilspellende teksten over dit onderwerp.
Volgens aardwetenschapper Andreas Fuls berust het 2012-fenomeen op een misrekening. Hij promoveerde in 2006 aan de Technische Universiteit Berlijn. Op basis van een oude Mayatabel waarop de standen van Venus staan en nieuw ontdekte inscripties en voorwerpen kwam hij tot de conclusie dat de dertiende b'ak'tun pas stopt op 21, 22 of 23 december 2220.